# Boulyèndé
Boulyèndé är en ort i Burkina Faso.   Den ligger i regionen Centre-Nord, i den centrala delen av landet, 100 km nordost om huvudstaden Ouagadougou. Boulyèndé ligger 301 meter över havet och antalet invånare är 1 112.
Terrängen runt Boulyèndé är platt. Runt Boulyèndé är det ganska tätbefolkat, med 104 invånare per kvadratkilometer.. Boulyèndé är det största samhället i trakten.
Trakten runt Boulyèndé består i huvudsak av gräsmarker.